# ذي عمرة (الشعر)

تعديل مصدري - تعديل

ذي عمرة محلة تابعة لقرية ذحيض، التابعة لعزلة العبس بمديرية الشعر إحدى مديريات محافظة إب في الجمهورية اليمنية، بلغ تعداد سكانها 25 حسب تعداد اليمن لعام 2004.